# Palaeovespa wilsoni
Palaeovespa wilsoni är en getingart som beskrevs av Cockerell 1915. Palaeovespa wilsoni ingår i släktet Palaeovespa och familjen getingar. Inga underarter finns listade i Catalogue of Life.